# Regine Möbius
Regine Möbius (* 23. Juni 1943 in Chemnitz) ist eine deutsche Schriftstellerin.

## Leben
Regine Möbius absolvierte an der Ingenieurschule Köthen von 1963 bis 1967 ein Abendstudium „Chemische Verfahrenstechnik“ und leitete das Versuchslabor des tiermedizinischen Labors der Karl-Marx-Universität für Schafzucht. Von 1984 bis 1987 studierte sie am Institut für Literatur „Johannes R. Becher“ in Leipzig. Von 1991 bis 1997 war sie als Korrespondentin des Börsenblattes für den Deutschen Buchhandel tätig. Sie leitete von 1994 bis 2007 den Landesverband Sachsen im Verband deutscher Schriftsteller (VS) und von 1997 bis 2019 war sie stellvertretende Vorsitzende des VS-Bundesvorstands. Von 2007 bis 2019 war sie die erste Kunst- und Kulturbeauftragte von ver.di auf Bundesebene, und von  2011 bis 2019 war sie Vizepräsidentin des Deutschen Kulturrates. Regine Möbius veröffentlicht Prosa, Lyrik und Publizistik. Sie lebt mit ihrer Familie in Leipzig.

## Werke
- Käferhain. Chronik eines Abrissdorfes. Borna 1983.
- Autoren in den neuen Bundesländern. Schriftstellerportraits. Leipzig 1995.
- (Hrsg.): Auf dem endlosen Weg zum Hause des Nachbarn. Göttingen 2000.
- Panzer gegen die Freiheit. Zeitzeugen des 17. Juni 1953 berichten. Leipzig, 2003.
- Wortmacht und Machtwort. Der politische Loest. Plöttner, Leipzig 2009.
- mit Eva Karadi (Hrsg.): Die Wende begann am Balaton. Plöttner, Leipzig 2010.
- mit Michael Hametner (Hrsg.): Das halbvolle Glas. Erich Loest Lesebuch. Plöttner, Leipzig 2012.

## Mitgliedschaft in literarischen Vereinen
- Kulturwerk deutscher Schriftsteller e.V.
- Verband deutscher Schriftsteller (VS)